# Pawelezkaja (Kolzewaja-Linie)

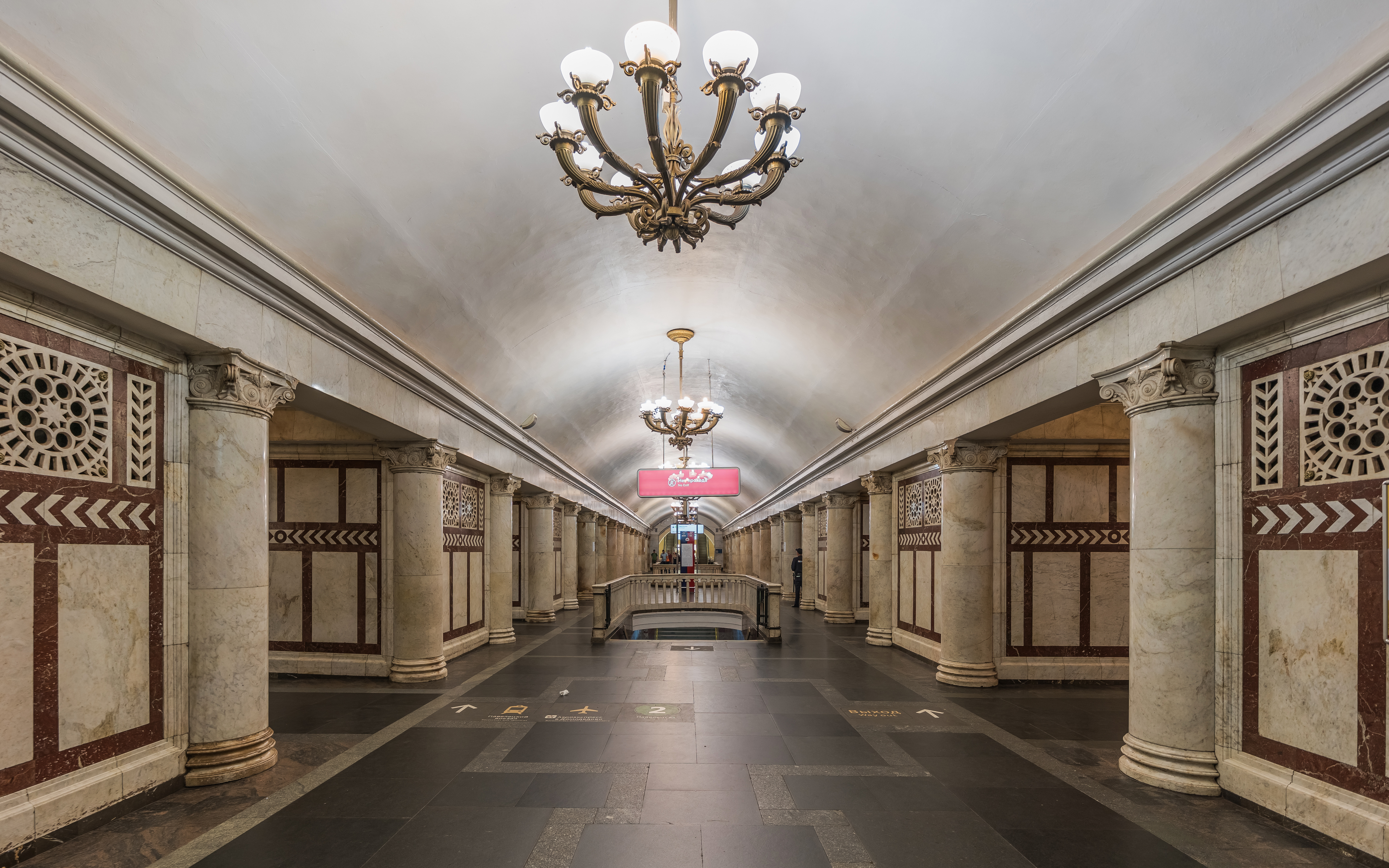
Bahnsteig

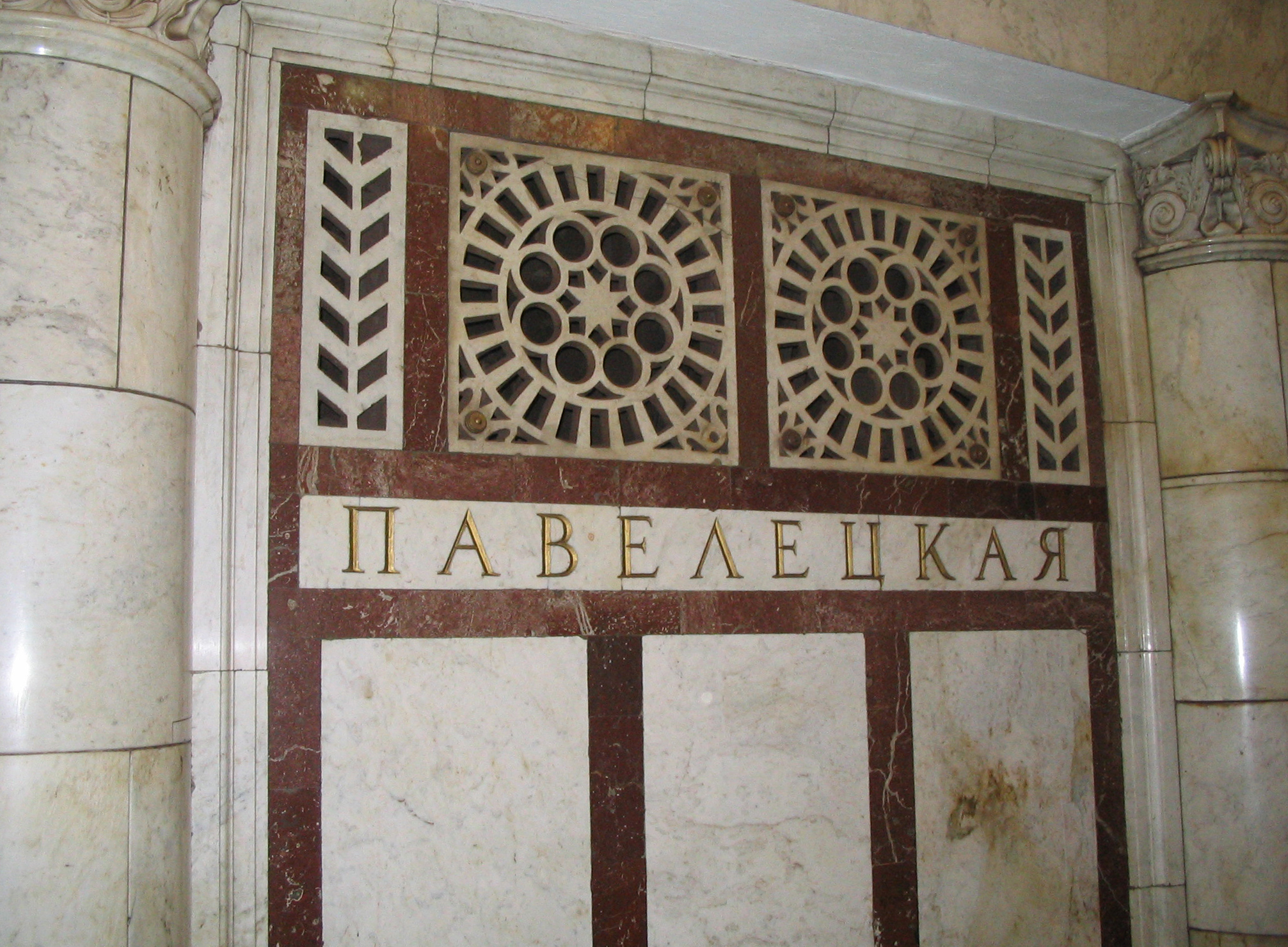
Dekoration der Pylonen

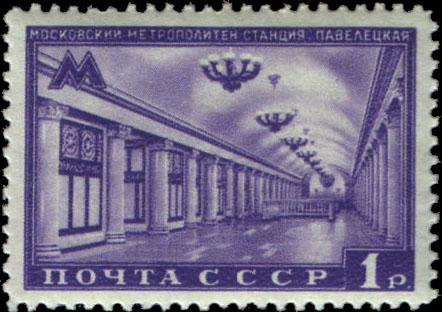
Pawelezkaja-Kolzewaja auf einer sowjetischen Briefmarke von 1950

Pawelezkaja (russisch Павеле́цкая, Ausspracheⓘ) ist ein U-Bahnhof an der Ringlinie der Metro Moskau. Er wurde als Teil des ersten Bauabschnitts der Linie am 1. Januar 1950 eröffnet.

## Allgemeines
Der Name Pawelezkaja ist abgeleitet vom Pawelezer Bahnhof, einem sich in der Nähe befindenden Fernbahnhof, von dem aus Züge in bestimmte Gebiete Zentral- und Südrusslands (beispielsweise nach Lipezk) abgefertigt werden. Pawelezkaja ist auch der Name des ebenfalls dort gelegenen U-Bahnhofs der „grünen“ Linie, zu dem eine direkte Umsteigemöglichkeit besteht. Anders als Letzterer verfügt Pawelezkaja-Kolzewaja jedoch über keinen direkten Ausgang in das Empfangsgebäude des Bahnhofs. Stattdessen befindet sich der einzige Zugang zur Station in einem Vestibülgebäude an der inneren Seite des Gartenrings. Nördlich daran schließen sich die historischen Stadtviertel von Samoskworetschje an, es besteht auch eine Umsteigemöglichkeit zu den wenigen Straßenbahnlinien, die noch in der historischen Moskauer Innenstadt verkehren.
Das Eingangsgebäude und die in dessen Inneren befindliche Schalterhalle ist mit dem Bahnsteig durch Fahrtreppen verbunden. Der Bahnsteig befindet sich 40 Meter unter der Erdoberfläche. Von seiner Mitte aus führt ein relativ langer Gang quer unterhalb der Gleise zur Station der Samoskworezkaja-Linie. Ins Empfangsgebäude des Pawelezer Bahnhofs gelangt man vom Ringlinien-U-Bahnhof entweder über die Station der Samoskworezkaja-Linie oder vom Vestibülgebäude aus über eine Fußgängerunterführung unterhalb des Gartenrings.
Nahe Pawelezkaja zweigen von den Gleisen der Kolzewaja-Linie Verbindungsgleise zur Samoskworezkaja-Linie ab. Diese Gleise werden jedoch ausschließlich für Betriebsfahrten ohne Fahrgäste genutzt.

## Architektur
Der Mittelbahnsteig ist durch zwei Pylonenreihen optisch in drei Teile getrennt. Die Pylonen sind würfelförmig mit zusätzlichen dekorativen weißmarmornen Säulen an den vier Ecken. An ihrer Oberfläche sind sie mit dunkelroten Mustern verziert, die zusammen mit den ebenfalls reich dekorierten runden Ventilationsöffnungen ein wenig an die Architektur der italienischen Frührenaissance angelehnt wurden. Der Fußboden wurde aus schwarzen und grauen Granitmustern zusammengestellt. Am nicht benutzten Bahnsteigende der Mittelhalle findet sich an der Wand eine Mosaik-Komposition des bekannten Künstlers Pawel Korin mit dem zur damaligen Zeit in der Sowjetunion beliebten Arbeiter-und-Kolchosbäuerin-Motiv. Die beiden Treppenzugänge im Zentrum des Bahnsteigs führen zum Verbindungsgang mit der Station der Samoskworezkaja-Linie.